# Ron Allen
Ron Allen (Visalia, 1964) és un skater californià. Allen, que viu i treballa a Oakland, és un conegut patinador de monopatí de carrer i migtub que ha aparegut en nombrosos vídeos.

## Trajectòria esportiva
Allen fou un dels primers patinadors professionals negres que va obtenir un patrocini important. La primera empresa a patrocinar Allen va ser Gullwing Trucks. Després d'un tercer lloc en un concurs a Santa Bàrbara, Vision Street Wear va començar també a patrocinar-lo. El 1989, Allen va deixar Vision per la recent fundada H-Street, al costat de John Schultes, Colby Carter, Art Godoy, Tony Magnusson, Danny Way, Chris Livingston, Aaron Vincent, John Sonner, David Nelsen, Matt Hensley, Sal Barbier, entre d'altres.
Després d'H-Street, Allen va crear la seva pròpia companyia, amb Mike Ternasky, anomenada Life, nom basat en la cançó de De La Soul titulada «Living in a fulltime era». Poc després de fundar Life, Sean Sheffey es va incorporar a l'equip. Dos anys després, Ternasky va abandonar Life per Plan B Skateboards. Life es va acabar perquè Allen i els altres membres de la companyia estaven descontents d'estar associats a H-Street, per la qual cosa es van canviar el nom a Fun Skateboards. L'equip estava format per Jesse Niehaus, John Reeves i Keith Hufnagel. Després de Fun Skateboards, Allen va fundar American Dream Inc amb l'artista Alyasha Moore, a qui Allen va conèixer el 1996. Moore va dissenyar una taula per a Allen amb el membre de les Panteres Negres de San Francisco, Dexter Woods. El 1999, Allen va fundar una nova companyia, Energy, i va presentar una taula de bambú.
El 2007, H-Street va reeditar la taula de Ben Allen amb l'art de Jeff Klindt. El 2008, Allen es va incorporar a Creation Skateboards als 44 anys. A més, Allen treballa com a responsable d'equip a High Grade Distribution, l'empresa que distribueix Creation.
Allen va participar en el documental de 2016 The Blackboard. La pel·lícula de Marquis Bradshaw, un advocat i cineasta de Minot, explora la qüestió de la identitat racial entre els afroamericans a través del patinatge de monopatí. Allen és reconegut per la seva variació de l'ollie North i pel seu estil únic, on sovint es recolza a la cama posterior.